# Nikolai Fedulov
Nikolai Fedulov –en ruso, Николай Федулов– (Novosokólniki, URSS, 30 de noviembre de 1946) es un deportista soviético que compitió en piragüismo en la modalidad de aguas tranquilas. Ganó dos medallas en el Campeonato Mundial de Piragüismo en los años 1970 y 1973 y una medalla en el Campeonato Europeo de Piragüismo de 1969.

## Palmarés internacional
| Campeonato Mundial | Campeonato Mundial     | Campeonato Mundial | Campeonato Mundial |
| Año                | Lugar                  | Medalla            | Competición        |
| ------------------ | ---------------------- | ------------------ | ------------------ |
| 1970               | Copenhague (Dinamarca) | Medalla de bronce  | C1 10 000 m        |
| 1973               | Tampere (Finlandia)    | Medalla de plata   | C1 500 m           |
| Campeonato Europeo |                        |                    |                    |
| Año                | Lugar                  | Medalla            | Competición        |
| 1969               | Moscú (URSS)           | Medalla de plata   | C1 1000 m          |